# Arco augusteo di Siracusa
L'arco augusteo di Siracusa è un'opera architettonica romana di epoca augustea situata all'interno del Parco archeologico della Neapolis a Siracusa.

## La scoperta
Gli scavi archeologici condotti negli anni '50 nei pressi dell'Anfiteatro romano di Siracusa hanno riportato alla luce i resti dei due piloni di un arco a un fornice, con le fronti orientate in senso est-ovest.

## Periodizzazione
I dati stratigrafici dallo scavo hanno accertato la cronologia augustea dell'arco, certamente realizzato poco dopo la deduzione della colonia del 21 a.C.

## Descrizione
L'arco (largo 10 metri, profondo 6 metri, alto complessivamente circa 13 metri) era costruito con un nucleo interno in opera a sacco e rivestimento in opera quadrata di blocchi di calcare bianco, lavorati esternamente a bugnato rustico. Su di un basso zoccolo furono individuati, per entrambi i piloni, tre filari dell'elevato, più quattro blocchi del quarto filare nel pilone sud.
Il monumento presentava un prospetto principale volto a est, al quale erano forse applicate colonne o lesene angolari. La fronte ovest, più semplice, forse non aveva un ordine applicato.
Lo scavo non ha restituito documentazione riferibile ad un eventuale apparato figurativo. Tuttavia Coarelli riferisce ipoteticamente all'arco un piccolo frammento di un rilievo marmoreo rinvenuto alla fine del secolo scorso nei pressi dell'anfiteatro, nel quale compare la parte inferiore di quattro personaggi togati in movimento verso sinistra (forse scena di una cerimonia sacrificale).

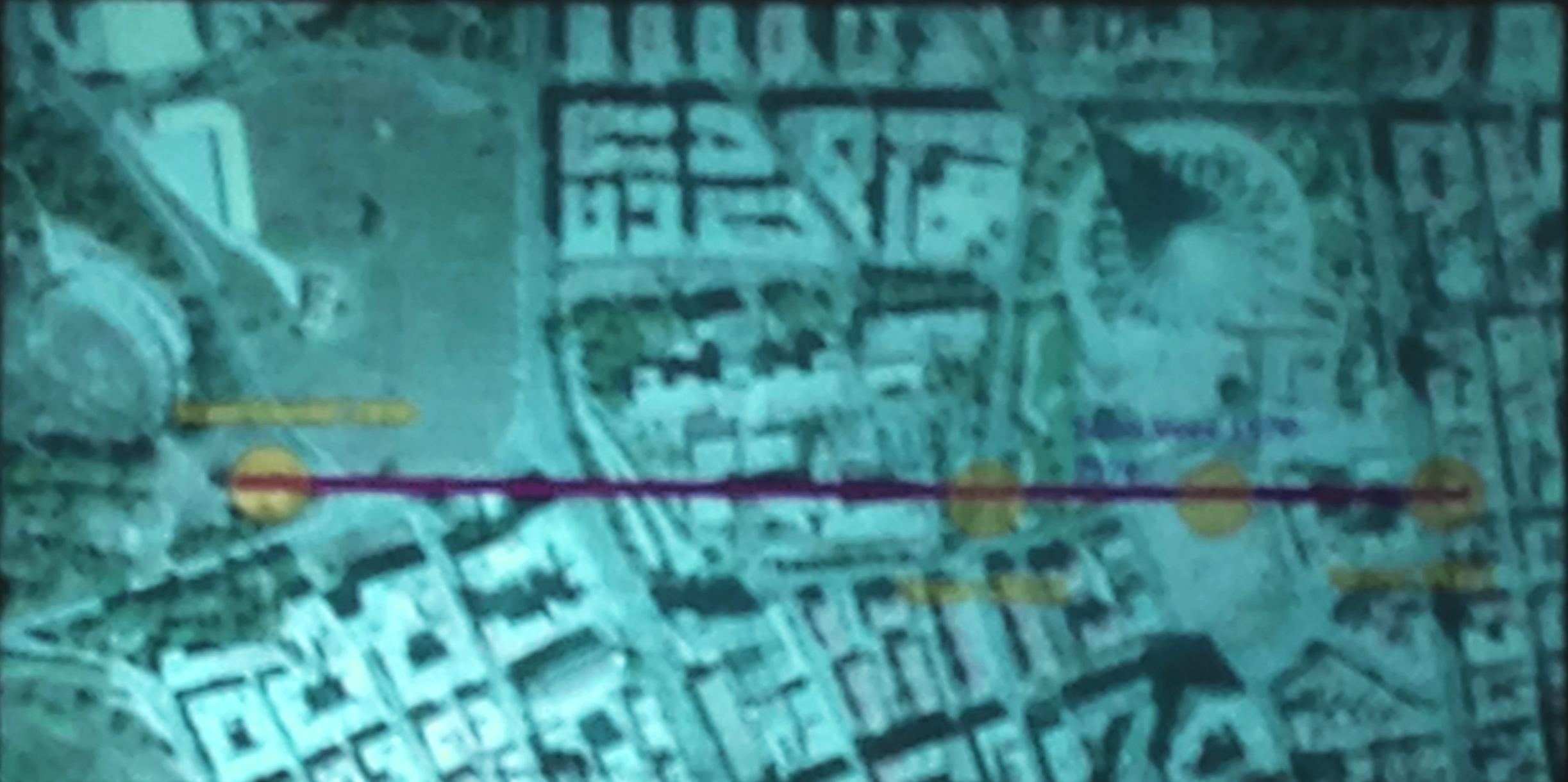
L'asse stradale antico che giungeva sino all'Arco Augusteo

L'arco subì parziali modifiche tra la fine del II e gli inizi del III secolo d.C. e ancora alla fine del VII secolo d.C. con l'innalzamento del piano del fornice e la costruzione di una scalinata sulla facciata orientale

## Ubicazione e funzionalità
Il monumento sorgeva al termine di un'importante strada della città, con andamento est-ovest; essa divideva probabilmente il quartiere dell'Akradina da quello della Neapolis. Innalzato in un punto della strada fiancheggiato a nord e a sud da aree adibite a quartieri di abitazione privata, l'arco si trovava a breve distanza, verso est, dall'ingresso meridionale all'anfiteatro. Discusso è il rapporto, anche cronologico, con quest'ultimo: è tuttavia possibile che l'arco costituisse una sorta di ingresso monumentale all'area antistante l'accesso da sud all'anfiteatro.